# Аделхайд фон Лауфен
Вижте пояснителната страница за други личности с името Аделхайд.
Аделхайд фон Лауфен (на немски: Adelheid von Lauffen; * 1075) е единствената дъщеря и наследничка на граф Хайнрих II фон Лауфен († сл. 1067) и на Ида фон Хьовел († ок. 1065), дъщеря на Бернхард II фон Верл, граф на Хьовел († ок. 1070).

## Фамилия
Аделхайд се омъжва два пъти. Най-рано през 1090 г. тя се омъжва за първи път за Адолф фон Хьовел (1045 – 1106), който от 1101 г. е като Адолф I граф на Берг. С него тя има трима сина:
- Адолф II (1090– сл. 1160), наследник на баща си като граф на Берг
- Еберхард (1100– пр. 1152), става 1143 г. абат на манастир Георгентал при Гота в Тюрингия, Светия
- Бруно (1100 – 1137), като Бруно II архиепископ на Кьолн

След смъртта на нейния съпруг тя се омъжва втори път през 1106 г. за Фридрих I фон Зомершенбург († 1120), пфалцграф на Саксония. Двамата имат децата:
- Фридрих II фон Зомершенбург (1100 – 1162), пфалцграф на Саксония, женен за Луитгард фон Щаде (1110 – 1152)
- Аделхайд († пр. 1180), омъжена за Госвин II фон Хайнсберг († 1167), майка на Филип I фон Хайнсберг, архиепископ на Кьолн.